# بساتین (عسلویه)
بساتین، روستایی در دهستان نایبند بخش چاه‌مبارک شهرستان عسلویه در استان بوشهر ایران است.

## جمعیت
بر پایه سرشماری عمومی نفوس و مسکن در سال ۱۳۹۵، جمعیت این روستا برابر با ۱٬۲۴۴ نفر (۲۵۰ خانوار) بوده‌است.